# Eugenia de Armas
Eugenia de Armas (12 marzo 1999) è una sciatrice nautica argentina.

## Palmarès
- World Games

Chengdu 2025: bronzo nel wakeboard freestyle.
- Giochi sudamericani

Cochabamba 2018: oro nel wakeboard.